# Akpınar, Bayat
Akpınar là một xã thuộc huyện Bayat, tỉnh Afyonkarahisar, Thổ Nhĩ Kỳ. Dân số thời điểm năm 2011 là 166 người.